# Dōjō-ji engi emaki
Le Dōjō-ji engi emaki (道成寺縁起絵巻, littéralement les Rouleaux enluminés des légendes du Dōjō-ji) est un emaki en deux rouleaux conservé au temple bouddhique Dōjō-ji et datant du XVIe siècle à l’époque de Muromachi. Il narre une anecdote populaire bouddhique où une femme désespérée se transforme en serpent pour poursuivre l’homme qui l’a trahie. L’histoire se termine par les bons services des prêtres du Dōjō-ji qui permettent aux deux jeunes gens d’atteindre le paradis.
L’époque de Muromachi est une période de déclin artistique pour les emaki, qui désormais illustrent principalement des sujets populaires avec un penchant pour l’humour ou le surnaturel.

## Art desemaki
Apparu au Japon entre le VIe siècle et le VIIIe siècle grâce aux échanges avec l’Empire chinois, l’art de l’emaki se diffusa largement auprès de l’aristocratie à l’époque de Heian. Un emaki se compose d’un ou plusieurs longs rouleaux de papier narrant une histoire au moyen de textes et de peintures de style yamato-e. Le lecteur découvre le récit en déroulant progressivement les rouleaux avec une main tout en le ré-enroulant avec l’autre main, de droite à gauche (selon le sens d’écriture du japonais), de sorte que seule une portion de texte ou d’image d’une soixantaine de centimètres est visible. La narration suppose un enchaînement de scènes dont le rythme, la composition et les transitions relèvent entièrement de la sensibilité et de la technique de l’artiste. Les thèmes des récits sont très variés : illustrations de romans, de chroniques historiques, de textes religieux, de biographies de personnages célèbres, d’anecdotes humoristiques ou fantastiques…

## Résumé de la narration
Rouleau 1 : en 928 dans le Japon de l’époque de Heian, un jeune moine se rend en pèlerinage dans la région sacrée de Kumano avec un ancien. Poursuivi par les assiduités d’une fille d’auberge, il lui promet faussement de revenir l’épouser après son séjour à Kumano, mais n’ayant aucune intention de tenir sa promesse, il évite les lieux sur le chemin du retour. La femme éprise apprend le départ du jeune homme et, désespérée, se transforme en un serpent cracheur de feu de la taille d’un humain pour poursuivre le menteur,.
Rouleau 2 : le moine, ayant aperçu le serpent sur ses talons, prend les jambes à son cou et trouve refuge au temple bouddhique Dōjō-ji. Là, il explique sa situation aux prêtres, puis se cache sous une imposante cloche en bronze. La femme-serpent pénètre dans le temple pour se lamenter misérablement, s’enroulant autour de la cloche et exhalant son feu. Après son départ, les prêtres du temple trouvent le jeune moine littéralement carbonisé par la chaleur du serpent sous la cloche. Condamné pour son mensonge à rester également sous forme de serpent sur terre avec sa prétendante, ils apparaissent ensemble dans les songes d’un vieux moine au Dōjō-ji pour l’implorer de les libérer. Les prêtres du temple accomplissent alors les prières et la copie du Sūtra du Lotus permettant aux deux pécheurs d’atteindre le paradis,.
Dans les dernières scènes, les deux serpents et les deux anges sont similaires, allégorie de la non-dualité atteinte après la renaissance au paradis par le biais de l’hommage au Sūtra du Lotus. Les perditions humaines aboutissent ainsi à la salvation bouddhique, faisant parallèle au pèlerinage.

## Description des rouleaux
Le Dōjō-ji engi emaki se compose de deux rouleaux de papier peints et calligraphiés narrant une anecdote bouddhique populaire (setsuwa) de l’époque de Heian : le miracle accompli par les moines pour libérer les deux jeunes gens condamnés à errer sur terre sous forme de serpent. Ainsi, le terme engi du titre, qui désigne généralement les légendes sur la fondation et l’histoire d’un édifice religieux, n’est pas précisément représentatif du contenu. Ce récit, qui a  souvent inspiré le théâtre, la poésie ou l’ukiyo-e,, se retrouve sous diverses variantes dans les textes classiques Honchō Hokke Genki, Konjaku monogatari shū et Genkō shakusho.
Le premier rouleau, qui débute par un long texte introductif, mesure 31,5 cm de haut pour 1 060,7 cm de long, et le second 31,5 par 1 083,7 cm. L’ensemble est classé bien culturel important du Japon.
Le Dōjō-ji engi emaki était particulièrement utilisé pour les etoki, les séances d’explications des peintures bouddhiques réalisées par les moines.
Il existe d’autres emaki sur ce conte : un rouleau incomplet conservé dans la collection privée Sakai, et deux rouleaux au musée Nezu, quoique leurs sources littéraires sont probablement différentes des rouleaux conservés au Dōjō-ji. Une copie a également été réalisée au début du XXe siècle.

## Style et composition
L’art pictural de l’époque de Muromachi est dominé par les paysages monochromes Zen ou sumi-e. Au contraire, le yamato-e et l’art des emaki sont sur le déclin. Les rouleaux narratifs illustrent majoritairement des contes populaires nommés otogi-zōshi dans un style souvent marqué par l’amateurisme et l’humour. Le Dōjō-ji engi emaki, typique de cette période, tend ainsi vers le grotesque. La composition et la technique sont anodines, naïves et peu soignées, le peintre réalisant des erreurs comme la main d’un prêtre à six doigts sur la dernière scène ou quelques personnages dessinés trop grands. L’artiste, inconnu, n’est probablement pas un peintre de la cour,,.
La curiosité de l’emaki réside dans les paroles directement calligraphiées dans les peintures au-dessus des personnages qui les prononcent, à la manière de la bande dessinée moderne, approche déjà observée dans quelques œuvres plus anciennes comme les Rouleaux enluminés des fondateurs de la secte Kegon. Cette approche devait apporter du dynamisme durant les etoki.

## Galerie

Détails des deux rouleaux
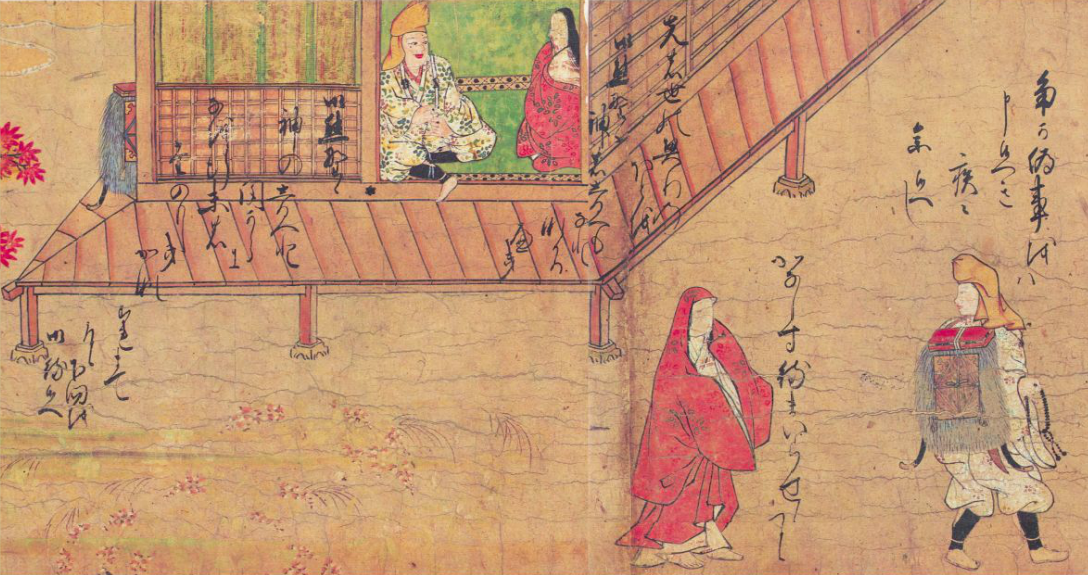
Rouleau 1, scène introductive : la fille de l’auberge est séduite par un jeune moine de passage lassé par ses avances.
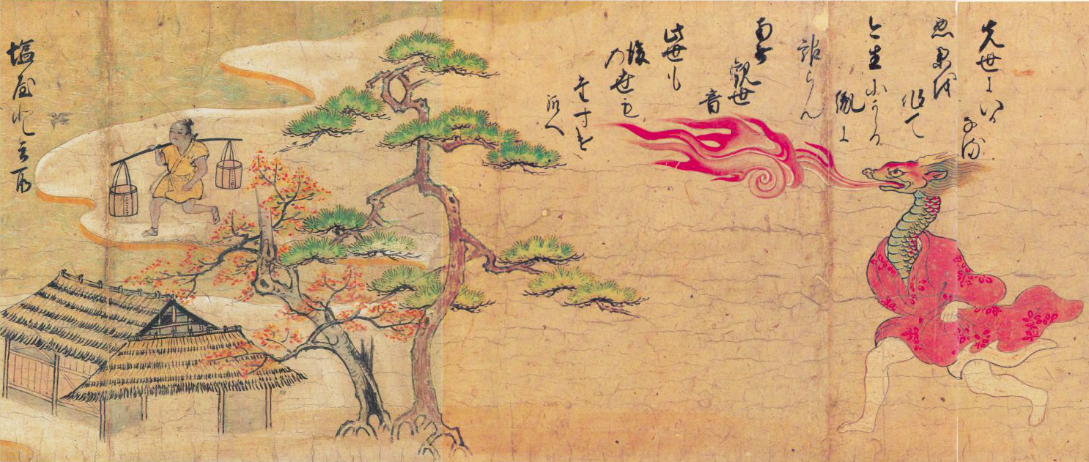
Rouleau 1 : la jeune fille trahie se transforme peu à peu en serpent cracheur de feu.
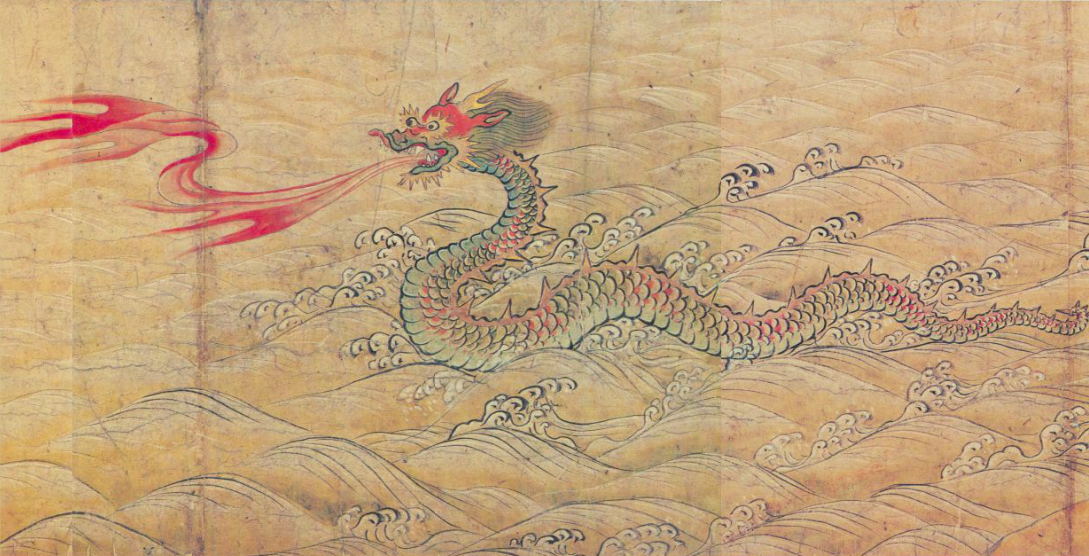
Rouleau 1 : la fille complètement transformée en serpent.
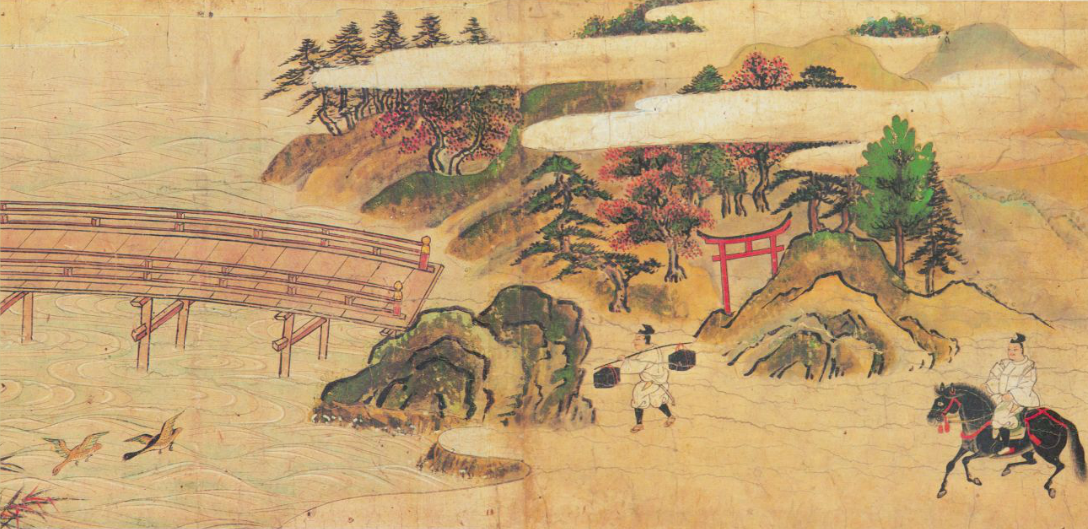
Rouleau 2, scène de paysage introductive.
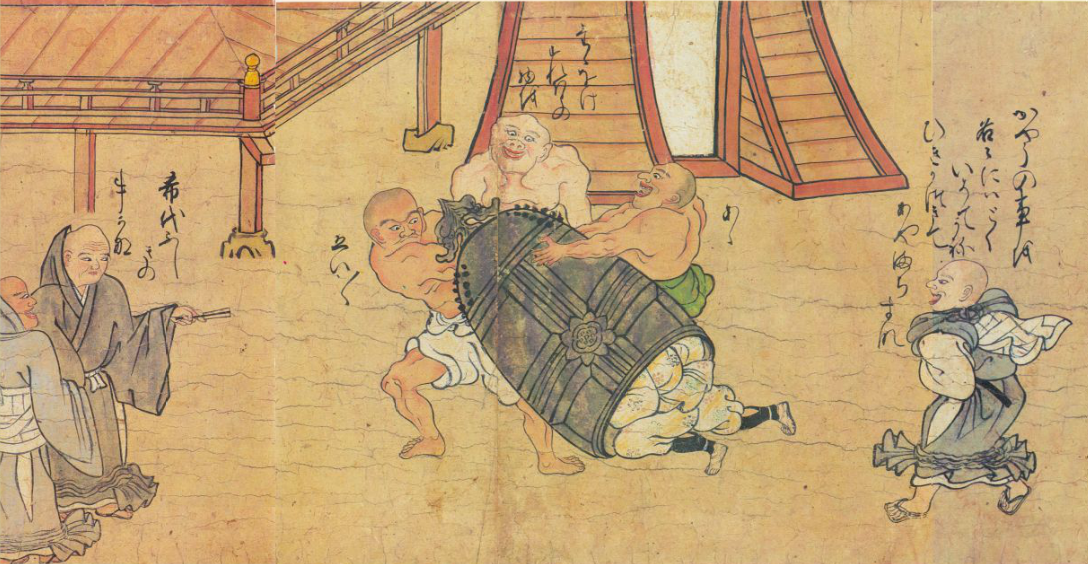
Rouleau 2 : le jeune moine se cache sous une cloche du Dōjō-ji pour échapper à la fille-serpent.
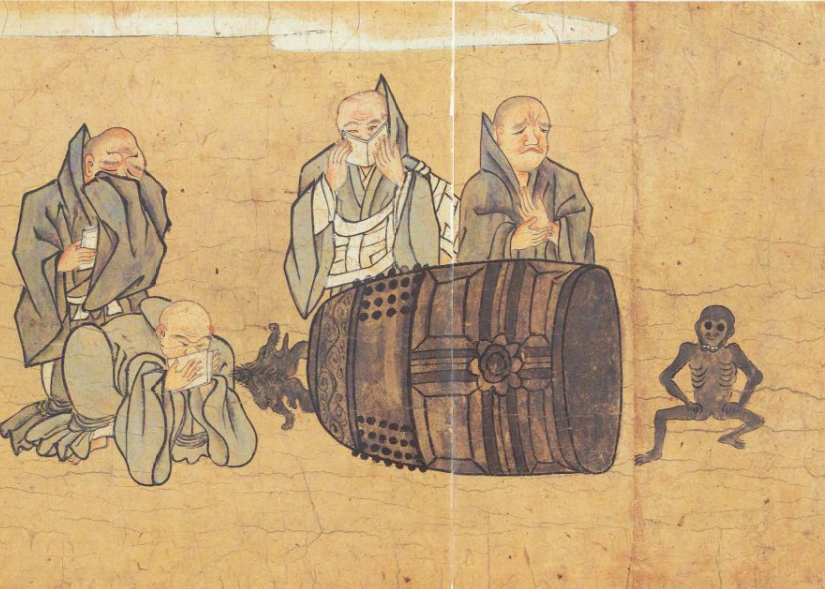
Rouleau 2 : le moine est retrouvé carbonisé sous la cloche après le passage du serpent.
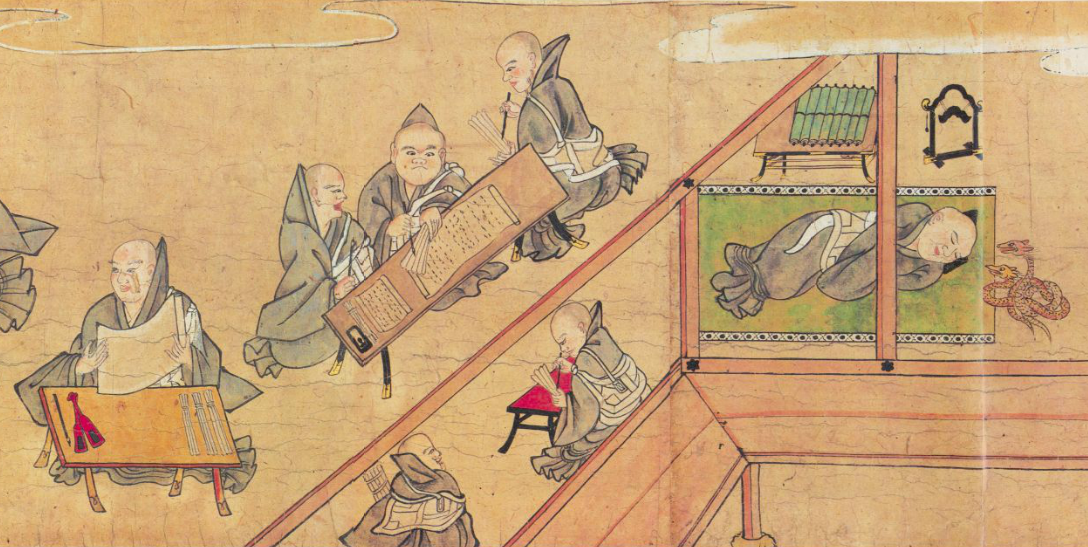
Rouleau 2 : à droite, les deux jeunes gens condamnés à errer sur terre sous forme de serpent implorent en songe un prêtre du Dojo-ji de les libérer ; à gauche, les prêtres préparent la cérémonie par la copie du Sūtra du Lotus.
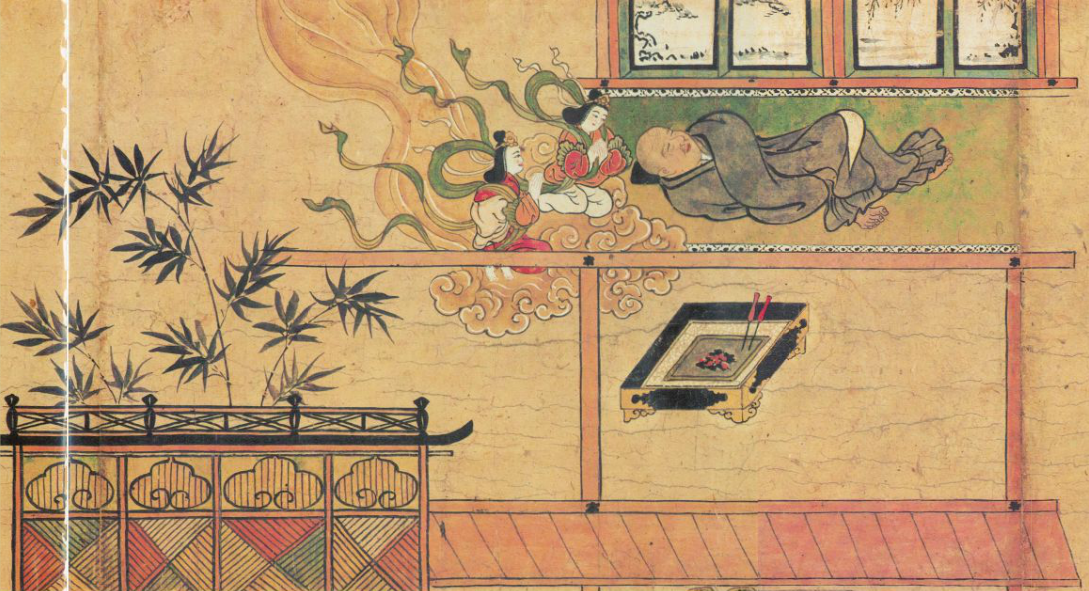
Rouleau 2 : les deux jeunes gens libérés informent le vieux moine qu’ils ont atteint le paradis.